# Brindisi
För andra betydelser, se Brindisi (olika betydelser).
Brindisi är huvudorten i provinsen Brindisi i Apulien i södra Italien. Det är en känd hamn för tågluffare på väg mot Grekland. Brindisi gränsar till kommunerna Carovigno, Cellino San Marco, Latiano, Mesagne, San Donaci, San Pietro Vernotico och San Vito dei Normanni.
Brindisi var under antiken känt som Brundisium och grundades av messapierna. 267 f. Kr. intogs staden av romarna och blev på grund av sitt skyddade läge en viktig örlogsbas, slutpunkt för Via Appia och överfartshamn för resande till Orienten och Balkan. På 1000-talet innehades Brindisi av normanderna och under korstågen var Brindisi en av de viktigaste embarkeringshamnarna. Under senmedeltiden drabbades staden hårt av krig och en jordbävning 1458. Staden minskade därefter i betydelse men fick ett nytt uppsving i samband med anläggandet av Suezkanalen, då en ny hamn anlades. 1845 blev Brindisi en frihamn och 1860 blev staden och hamnen en del av Italien.
Brindisis strategiska läge gjorde att staten från 1905 började planeringen av en ny befästning för marinen som startade 1913. I samband med etta byggdes befästningar vid hamninloppet och anlade en marinflygplats. Monumentet Monumento al Marinaio d’Italia invigdes 1933. 1994 upprättade Förenta nationerna en logistikbas (UN Logistics Base) i staden.
Bland stadens byggnader märks kastellet vid norra hamnarmen, uppfört under Fredrik II. Katedralen härstammar från 1100-talet men byggdes om på 1740-talet. Bland övriga kyrkor märks rundkyrkan San Giovanni Battista från 1000-talet, numera museum.